# 小本正吉
小本 正吉（おもと しょうきち）は、江戸時代前期の盛岡藩士。小本助兵衛とも呼ばれる。最初の宮古代官を務めた。

## 生涯
小本家の先祖は三浦義明に通じる家系で代々三浦氏を名乗っていたが、南部信直に仕えて閉伊郡小本村を与えられ、以後小本氏を名乗った。
慶長14年（1609年）頃には既に宮古代官として派遣され、町づくりの準備をしていたが、同16年（1611年）の慶長三陸地震津波によって地域は壊滅的な被害を受けた。家を流され路頭に迷う民の姿を目にした正吉は盛岡城下に惨状を報告、盛岡藩から支援がなされる事となった。
元和元年（1615年）、津波被害の復興視察に訪れた盛岡藩主南部利直は町割の起点として本町（現岩手県宮古市本町）を設定した。
以後も正吉は町の開発を進め、寛永9年（1632年）3月17日、新たに新町、田町、横町、御水主町を設定する。これにより現在の宮古市街地中心部の部分が固まった。
代官を退任した2年後の正保4年（1647年）4月19日、死去した。